# Romanowo (powiat aleksandrowski)
Romanowo – wieś w Polsce położona w województwie kujawsko-pomorskim, w powiecie aleksandrowskim, w gminie Koneck.

## Podział administracyjny
W latach 1975–1998 miejscowość położona była w województwie włocławskim. Wieś sołecka – zobacz jednostki pomocnicze gminy Koneck w BIP.

## Demografia
W roku 2009 liczyło 96 mieszkańców. Według Narodowego Spisu Powszechnego (III 2011 r.) było ich 93. Jest piętnastą co do wielkości miejscowością gminy Koneck.